# کلید تابعی

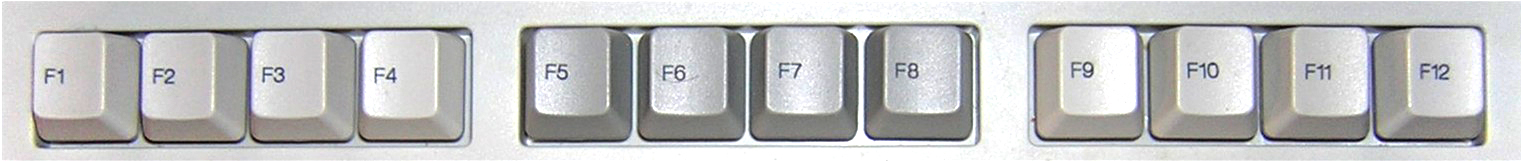
کلیدهای F1 تا F12 در یک صفحه کلید

کلید تابعی (به انگلیسی: Function key) کلیدی در صفحه‌کلیدهای رایانه‌های امروزی است که می‌تواند سبب شود سیستم‌عامل به یک مفسر یا برنامه فرمان دهد که عملیات خاصی را انجام دهد.